# Elecciones municipales de 1948 en Madrid
Las elecciones municipales de 1948 se celebraron en Madrid los domingos consecutivos del 21 de noviembre, 28 de noviembre y 5 de diciembre, convocadas por decreto de 30 de septiembre de 1948, publicado en el Boletín Oficial del Estado el 7 de octubre. Se eligieron 24 concejales correspondientes a los tercios de representación familiar, sindical y de entidades.

## Resultados

### Tercio familiar
Las elecciones entre los vecinos cabezas de familia para elegir 8 concejales del tercio de representación familiar se celebraron el domingo 21 de noviembre. Los resultados fueron:

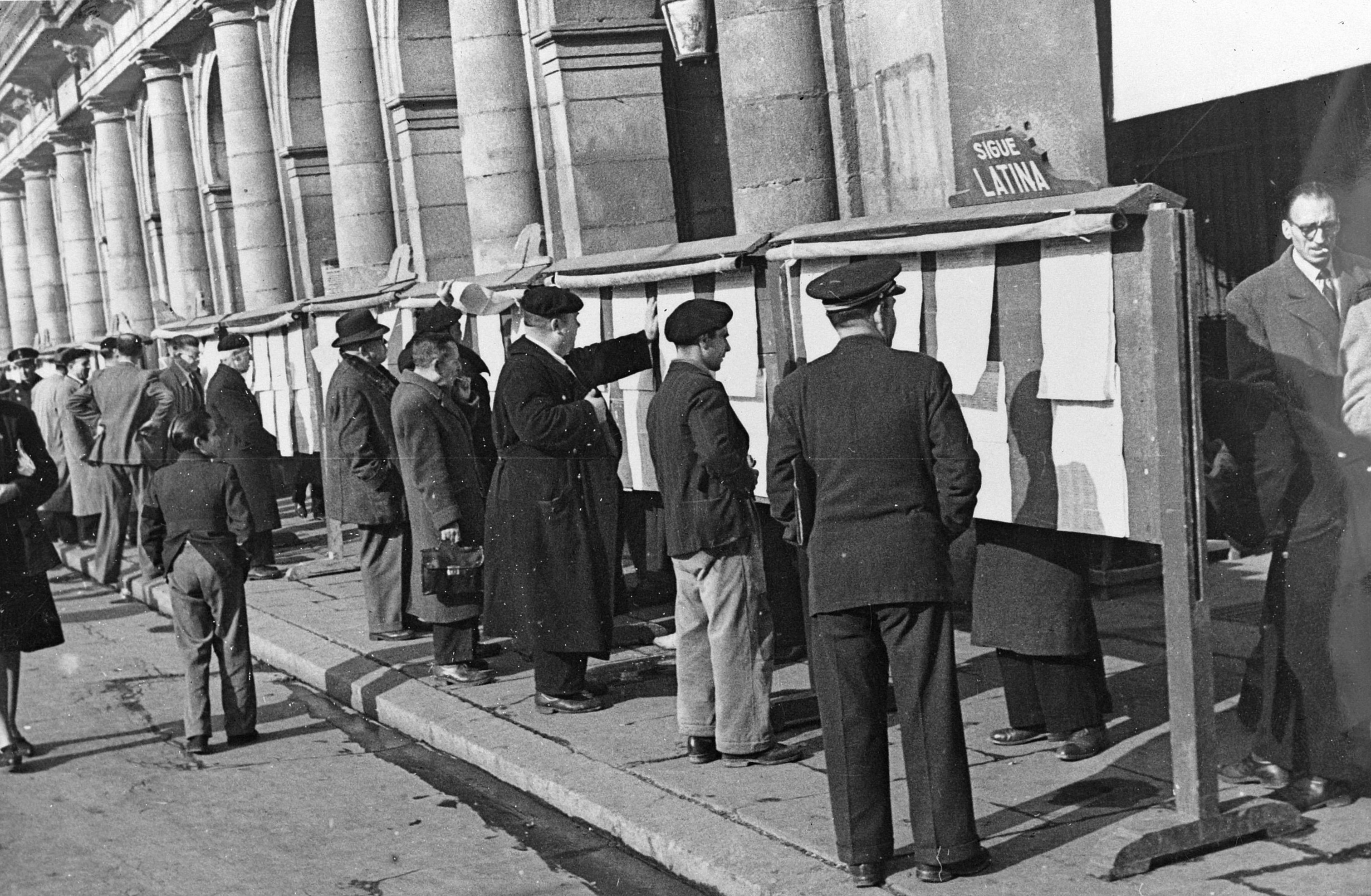

| Nombre                          | Votos   |
| ------------------------------- | ------- |
| Luis Calvo Sotelo (electo)      | 113 456 |
| Ricardo Oreja Elósegui (electo) | 107 835 |
| Miguel Álvarez Ayúcar (electo)  | 105 846 |
| Diego R. de la Muela (electo)   | 105 257 |
| Alberto Aníbal Álvarez (electo) | 104 401 |
| Miguel Moscardó (electo)        | 103 275 |
| Miguel Uriarte (electo)         | 101 768 |
| Joaquín Serrabona (electo)      | 97 411  |
| Francisco G. Barreras           | 43 707  |
| Tomás Lucendo Muñoz             | 42 976  |
| Ramón Otero                     | 33 334  |
| José Ferrer                     | 29 487  |
| Antonio Olmedo                  | 29 468  |
| Juan Casanova Seco              | 29 270  |
| Manuel Acero Riesgo             | 28 871  |
| Daniel Larrand                  | 27 690  |
| Miguel Fidalgo                  | 26 921  |
| Jenaro Palacios                 | 9078    |
| Miguel Malacuera                | 8525    |
| Javier Lanchares                | 7153    |
| Fernando R. Rivera              | 6790    |
| Enrique Durand                  | 6098    |
| Vicente Ramírez                 | 5691    |
| Luis Giménez Aguirre            | 2452    |
| Jesús Escandrillas              | 2327    |
| Julio Cola                      | 1905    |
| Rafael M. Illescas              | 1353    |
| Isidoro Lozano                  | 1087    |
| Clemente Sanz García            | 966     |
| César Cort                      | 363     |
| Fernando Gutiérrez              | 257     |

### Tercio sindical
Las elecciones entre los compromisarios correspondientes para elegir 8 concejales del tercio de representación sindical se celebraron el domingo 8 de noviembre. Los resultados fueron:
| Nombre                                                               | Votos |
| -------------------------------------------------------------------- | ----- |
| Carlos de Miguel Postigo (Sindicato Vertical de Industrias Químicas) | 55    |
| Sebastián Inchausti del Olmo (Sindicato de la Piel)                  | 53    |
| Emilio Jiménez Millas (Sindicato de Hostelería)                      | 45    |
| Manuel Torres Garrido (Sindicato de Papel, Prensa y Artes Gráficas)  | 38    |
| Pedro Orive Martínez (Federación Nacional de Aparejadores de España) | 37    |
| Carlos López Quesada (Sindicato de Banca y Bolsa)                    | 35    |
| Luis Pérez Fernández (Sindicato de Seguros)                          | 34    |
| Francisco Parrilla Candel (Sindicato Textil)                         | 32    |
| Votos válidos                                                        | 73    |
| Votos en blanco                                                      | 1     |
| Votos nulos                                                          | 3     |
| Votantes                                                             | 77    |
| Electores (compromisarios)                                           | 80    |

### Tercio de entidades
El 5 de diciembre se celebraron las elecciones para elegir 8 concejales del tercio de representación de entidades entre los 16 concejales electos por los tercios familiar y sindical. Los resultados fueron:
| Nombre (profesión)                                                           | Votos |
| ---------------------------------------------------------------------------- | ----- |
| Alfredo Mahou de la Fuente (industrial)                                      | 16    |
| José Manuel Bringas Vega (arquitecto)                                        | 14    |
| Luis de Laguardia Ruiz (agente comercial)                                    | 14    |
| Tomás Gistau Mazzantini (abogado)                                            | 14    |
| Armando Muñoz Valero (médico)                                                | 14    |
| José María Gutiérrez del Castillo (abogado e inspector de primera enseñanza) | 14    |
| Vicente Salgado Blanco (industrial)                                          | 13    |
| Octaviano Alonso de Celis (abogado)                                          | 10    |